# Bézenac
Bézenac is een plaats en voormalige gemeente in het Franse departement Dordogne in de regio Nouvelle-Aquitaine. De plaats maakt deel uit van het arrondissement Sarlat-la-Canéda en telt 126 inwoners (2004).

## Geschiedenis
Op 1 januari 2017 fuseerde de gemeente met Castels tot de commune nouvelle Castels et Bézenac. De beide plaatsen kregen de status van commune déléguée maar die status werd op 1 januari 2020 opgeheven.

## Geografie
De oppervlakte van Bézenac bedraagt 4,2 km², de bevolkingsdichtheid is 30,0 inwoners per km².
De onderstaande kaart toont de ligging van Bézenac met de belangrijkste infrastructuur en aangrenzende gemeenten.

## Demografie
Onderstaande figuur toont het verloop van het inwonertal.